# Suffren (1899)
Suffren byl predreadnought francouzského námořnictva. Ve službě byl v letech 1903–1916. Účastnil se první světové války. Ve válce byla roku 1916 potopena.

## Stavba

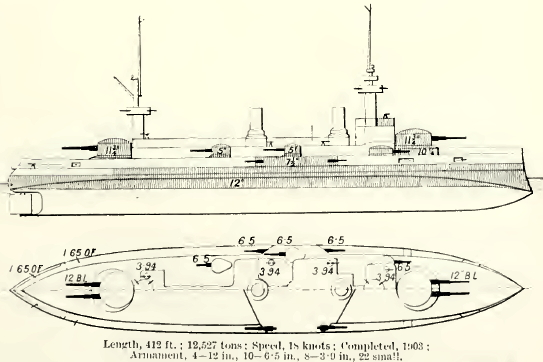
Základní uspořádání třídy

Plavidlo bylo vylepšenou verzí předcházející třída Charlemagne a bitevní lodě Iéna. Mezi hlavní vylepšení patřilo umístění části kanónů sekundární ráže do dělových věží. Postavila jej francouzská loděnice Arsenal de Brest v Brestu. Stavba byla zahájena 5. ledna 1899, na vodu byla loď spuštěna 25. července 1899 a do služby byla přijata v říjnu 1903.

## Konstrukce

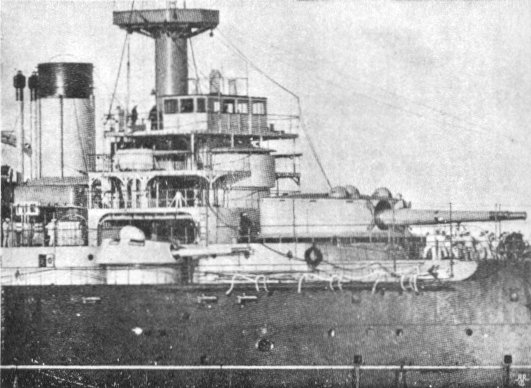
Suffren

Hlavní výzbroj tvořily čtyři 305mm kanóny umístěné ve dvoudělových věžích na přídi a na zádi. Sekundární výzbroj představovalo deset 165mm kanónů, které byly umístěny v šesti jednodělových věžích a v kasematách. Lehkou výzbroj představovalo osm 100mm kanónů, dvacet dva 47mm kanónů a dva 37mm kanóny. Výzbroj doplňovaly čtyři 457mm torpédomety. Pohonný systém tvořilo 24 kotlů Niclausse a tři parní stroje s trojnásobnou expanzí o výkonu 16 700 hp, které poháněly tři lodní šrouby. Nejvyšší rychlost dosahovala 17,9 uzlu. Dosah byl 5100 námořních mil při 10 uzlech.

## Služba
Dne 18. břeezna 1915 se zapojila do Dardanelské operace, přičemž byla čtrnáctkrát zasažena osmanským dělostřelectvem. Plavidlu hrozil výbuch muničních skladů, ale podařilo se jej zachránit. Dne 26. listopadu 1916 Suffren poblíž portugalského pobřeží potopila německá ponorka SM U 52. Nikdo nepřežil.